# Kuban-Gebiet

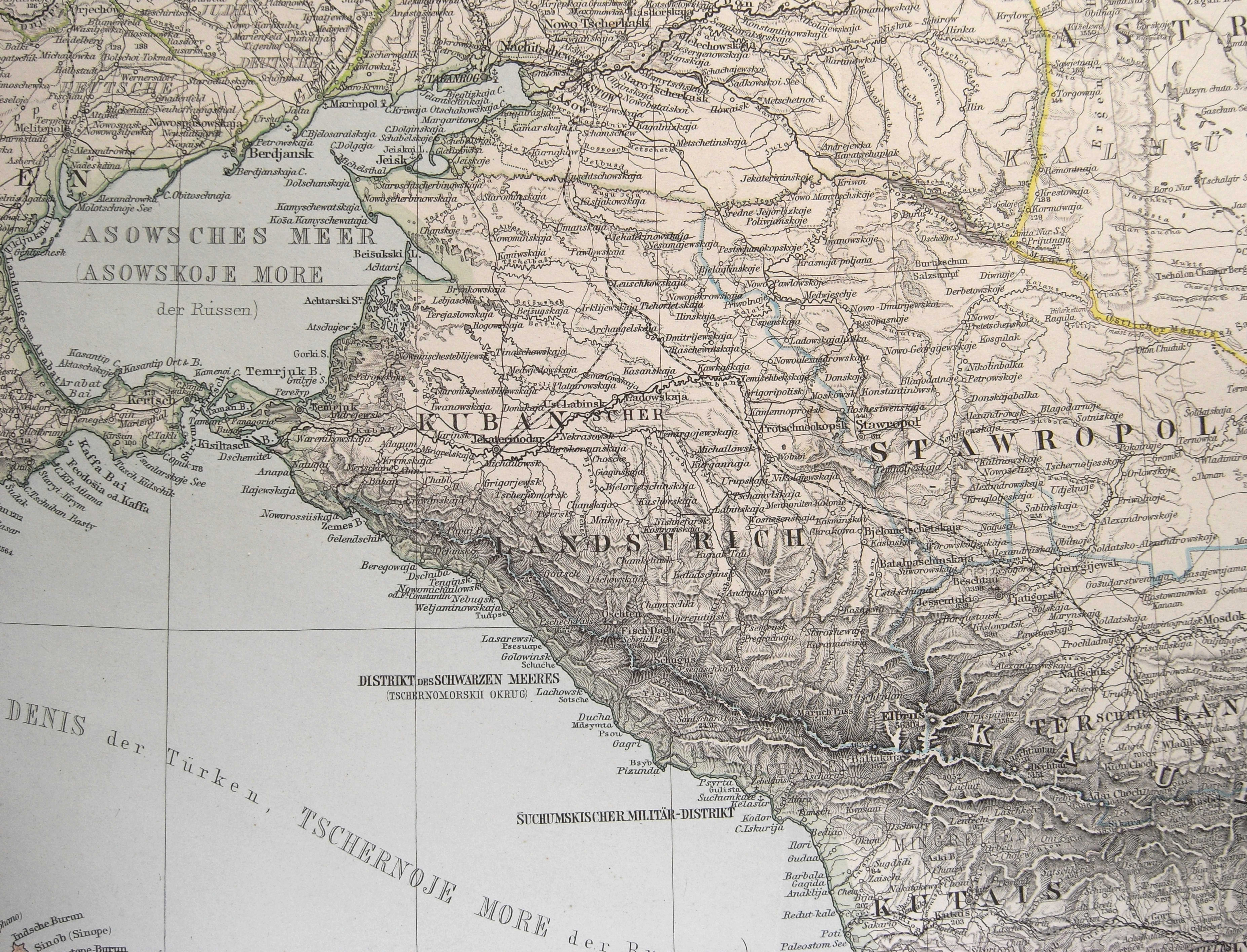
Der Kuban-Distrikt (Kubanscher Landstrich) im Nordkaukasus (Karte von 1892)

Das Kuban-Gebiet (veraltet auch Kubanscher Landstrich) ist eine nordkaukasische Region Russlands mit sehr wechselvoller Geschichte, der auch eine Verwaltungseinheit des Russischen Reiches entsprach. 1792 war die Region mit ukrainischen Schwarzmeer-Kosaken besiedelt. Den Namen erhielt der Distrikt nach dem nordkaukasischen Fluss Kuban.

## Geographische Ausdehnung

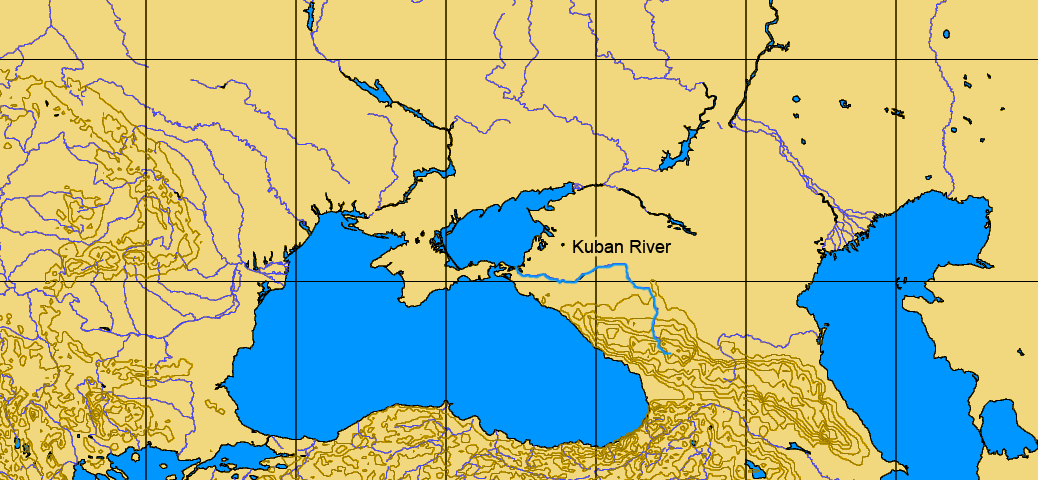
Verlauf des Kuban

Das Gebiet erstreckt sich vom Hauptkamm des Kaukasus in nördlicher Richtung bis zum Fluss Kugujeja in der Kalmückischen Steppe, der bei Jeisk (Jejsk) in das Asowsche Meer mündet.
Im Westen ist der Kuban-Distrikt durch die Küstenlinie am Schwarzen und Asowschen Meer begrenzt. Sie verlief zwischen den Städten Armawir und Stawropol durch die hier nur flach wellige Landschaft und stieg weiter südlich innerhalb des tscherkessischen Gebietes wieder in die alpinen Bereiche des Kaukasus westlich vom Elbrus-Gipfel auf.
Der Nordkaukasus erlebte seit dem 18. Jahrhundert viele Veränderungen von Verwaltungsgrenzen und politischen Verantwortlichkeiten, das sich mit der Politik gegen die Gebirgsvölker erklären lässt.
In der Verwaltungsgliederung des Russischen Reiches gab es die Oblast Kuban mit Hauptstadt Jekaterinodar, die durch den Hauptkamm des Großen Kaukasus von südlichen Schwarzmeer-Gouvernement getrennt war. Im Osten grenzte das Gebiet an das Gouvernement Stawropol und das Terek-Gebiet.
Heute trägt das Gebiet die Bezeichnung Krasnodarski Krai. Dessen Grenzen sind aber nicht völlig mit denen des Kuban-Gebietes identisch. Ihm fehlen die Landschaften von Karatschai-Tscherkessien, Adygeja, der westliche Teil der Region Stawropol und ein kleiner Rajon in der Oblast Rostow.

## Frühe Besiedlung und Religion
Die früheste menschliche Besiedlung im Nordkaukasus erfolgte nach Forschungen im 20. Jahrhundert vor etwa 200.000 Jahren. Dabei wird angenommen, dass sie von Vorderasien aus erfolgte. Zu den ältesten Funden gehören Faustkeile von der Lokalität Saratowskaja am Fluss Psekup in der Kubanregion. Im westlichen Teil der Region fand man einen befestigten Siedlungsplatz mit Steingeräten bei der Staniza Ilskaja, die einen Beleg für die Kultur im Mittelpaläolithikum (Moustérien) darstellt. Für das Jungpaläolithikum sind im Kubangebiet viele archäologische Belege an zahlreiche Lokalitäten nachgewiesen worden. Diese Kulturen beruhten auf den Tätigkeiten des Sammelns und Jagens. An Werkzeugen fand man bei den Ausgrabungen Hobel, Schaber, Stichel und andere Gerätschaften. Weil zu dieser Zeit das Kaukasusgebirge stark vereist war, beschränkt sich die Besiedlung auf das Gebirgsvorland und die nördlichen Ebenen.

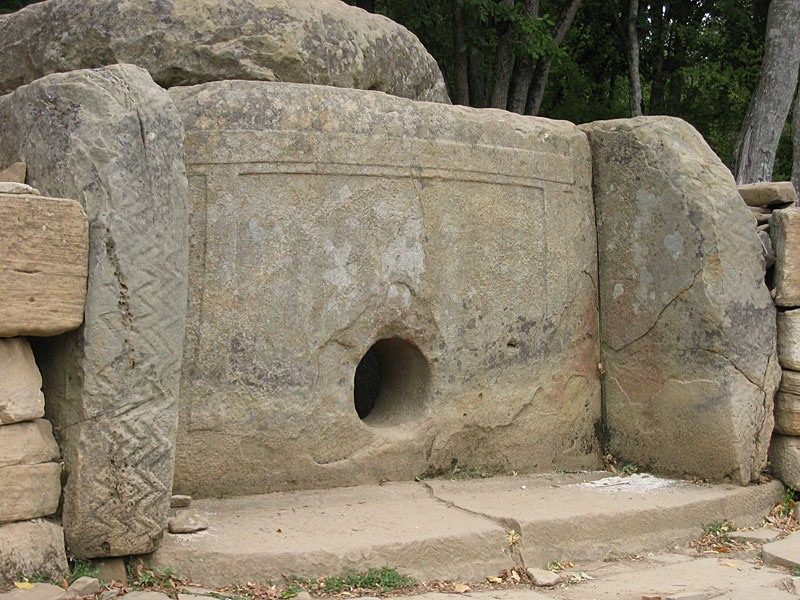
Dolmenbau im Nordkaukasus (bei Gelendschik)

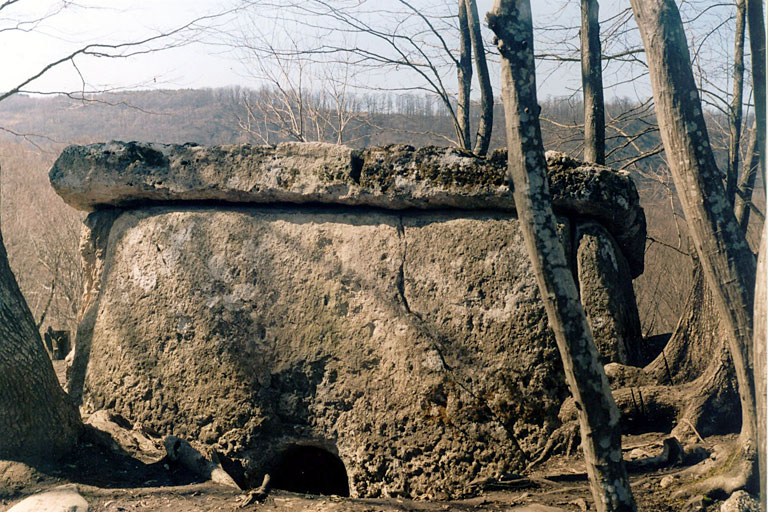
Dolmenbau bei Maikop

Aus der Epoche von 2400 bis 2000 v. Chr. stammen viele bronzezeitliche Dolmengräber, die meist in Gruppen (im Einzelfall bis 300 Dolmen) auftreten. Der Nordkaukasus entwickelte sich in dieser Zeit zu einem bedeutenden Metallverarbeitungszentrum. Diese Technologie ist mit der ansässigen Maikop-Kultur verbunden. Die Menschen bauten viele Kurgane und siedelten vorrangig im Vorgebirgsland und auf Anhöhen der nördlichen Ebenen. In ihren Stammeskulturen hatte sich bereits eine Oberschicht herausgebildet. Funde aus dieser Zeit belegen hohe Fertigkeiten bei der Verarbeitung von Edelmetallschmuck, Schmucksteinen und Perlen. Die Keramik der Maikop-Kultur ist von einer verzierungsarmen Keramik gekennzeichnet. Ihre Farben liegen im Bereich von Ocker- und Rotorangetönen. In der Spätphase dieser Kultur sind viele Keramiken mit Hilfe der Töpferscheibe hergestellt worden. Nun tragen die Objekte an ihrem oberen Rand meist eine perlenartige Ausstülpung, die für das Kubangebiet typisch geworden ist. Andere Funde belegen die Praxis von Webtechniken zur Produktion textiler Bekleidung.
Die über viele Jahrhunderte anhaltende Gebirgsarchitektur im Nordkaukasus blieb lange sehr einfach. Feste Steinbauten sind erst im beginnenden 20. Jahrhundert typisch geworden. Die Wohnbauten waren Holzhäuser, ferner gab es Türme, Grabgewölbe und heidnische Kultplätze.

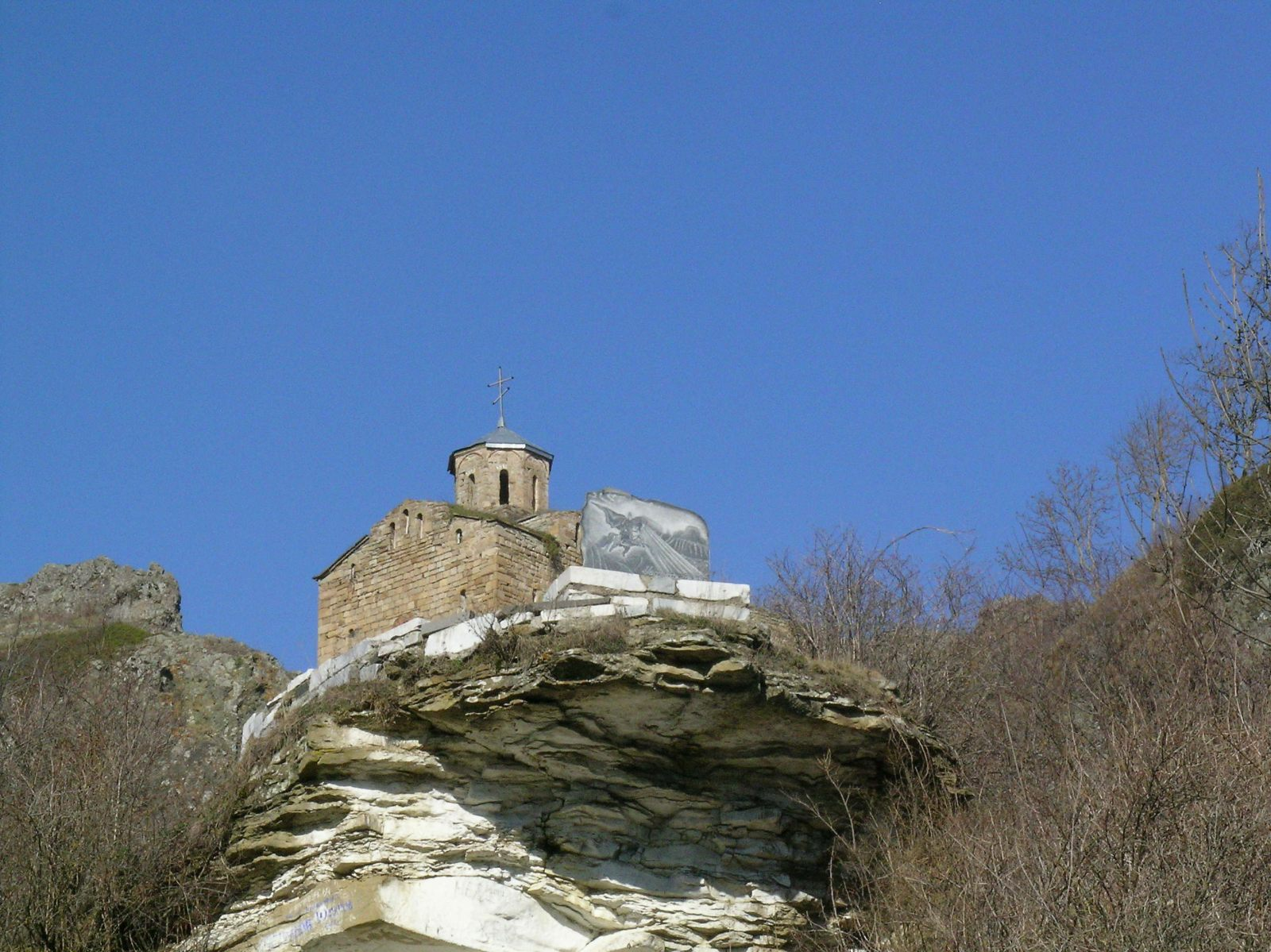
Kirche aus dem 11. Jahrhundert bei Shoana, Tscherkessien

Im ersten nachchristlichen Jahrtausend waren nördlich und südlich des Kaukasus umfassende Missionsaktivitäten christlicher Kirchen vorhanden. Von den Kirchenbauten im Nordkaukasus aus dieser Zeit sind nur noch wenige Zeugnisse überliefert. Eines der bedeutendsten Bauwerke, dass die archäologische Forschung in der Kubanregion fand, sind die Reste einer Kreuzkuppelkirche mit drei Apsiden bei Nishni Archys am Oberlauf des Selentschuk. Das Bauwerk hatte an seinen Grundmauern eine Ausdehnung von 25,5 × 19,5 Metern. Sie wird als Nordkirche bezeichnet. Der Kirchenbau war aus behauenen Steinen und Ziegeln für die Bögen errichtet worden. Bei den Ausgrabungen fand man Rundscheibenreste aus Flachglas. Ferner gibt es in der Nähe eine weitere Kirche (Mittlere Kirche), die von Mönchen des Klosters Selentschuk erhalten wird und ein Fundament der so genannten Südkirche. Unter dem Fußboden dieses ehemaligen Baus fand man ein Grab, dem u. a. einen Siegelring vom armenischen König Aschot I. der Große (885–891) beigegeben war.
Die Nähe zur Türkei brachte schon früh islamische Einflüsse in die Region. Sie mischten sich mit den heidnisch-religiösen Praktiken regionaler Herrscher und vorhandenen christlichen Aktivitäten. Der türkische Sultan begann 1717 mit einer gezielten Islamisierung im westlichen Nordkaukasus. Dabei konnte er auf die Unterstützung der Krim-Khane Devlet III. Giray und Kasy-Girei bauen. Auf diese Weise verfestigte sich unter zahlreichen Gebirgsvölkern die sunnitische Glaubensrichtung. Die Moscheebauten im Kubangebiet unterscheiden sich wesentlich von denen in Dagestan und Tschetschenien. Im Westkaukasus fallen sie oft wie ein gewöhnliches Wohnhaus aus und das Minarett ist nur wenig dominant ausgeprägt.

## Neuere Geschichte
Im Kubangebiet waren und sind, wie auch in den benachbarten Gebieten von Ossetien, Tschetschenien und Dagestan, christliche und moslemische Bevölkerungsgruppen beheimatet. Frühzeitig erweiterte das Zarenreich mit Hilfe von Kosaken und eigenem Militär seinen Einfluss im nördlichen Kaukasusvorland. Zwischen 1841 und 1863 gab die Zarenregierung im Kuban-Distrikt Land für Kosaken und danach für russische Siedler frei. Sie verdrängten die moslemische Bevölkerung von den Tscherkessen über den Kaukasus oder veranlassten sie zur Auswanderung in die Türkei. Erst 1871 wurde das Gebiet von der militärischen Sonderkontrolle einer zivilen Verwaltung übergeben. Damit waren aber die Anspannungen und Benachteiligungen für die einheimische Bevölkerung noch nicht beendet.

### Situation zur Zeit des Ersten Weltkrieges

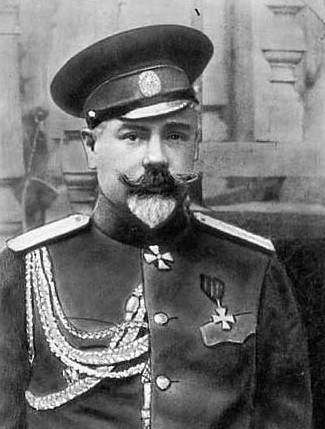
General Anton Iwanowitsch Denikin

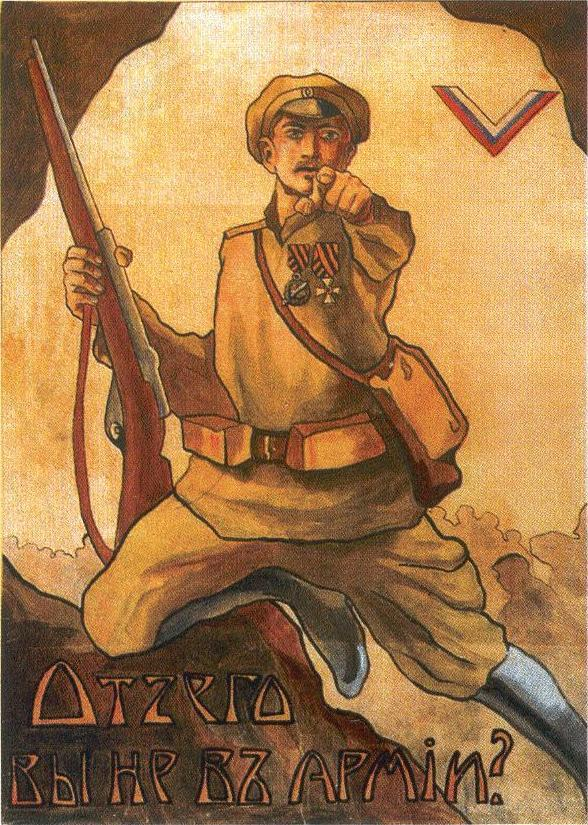
Propagandaposter der Denikinregierung zur Werbung für den Eintritt in die Freiwilligenarmee

Im Ersten Weltkrieg hielten weißgardistische Truppen der Regierung Südrusslands unter der Führung von General Anton Iwanowitsch Denikin den Nordkaukasus besetzt. Nach dessen Ende entstanden in den Wirren des in der Folge von der Oktoberrevolution entstehenden Bürgerkrieges regionale Machtzentren der Bolschewiki. In Jekaterinodar wurden die wenigen Kosaken und Freiwilligen durch die Bolschewiki vertrieben. Das veranlasste das Oberkommando der Bewaffneten Kräfte von Südrussland in Rostow am Don zur Planung von Militäraktionen. Der so genannte Eisfeldzug der Freiwilligen-Armee begann am 23. Februar 1918 unter Führung von General Lawr Georgijewitsch Kornilow und konnte Ende März die Hauptstadt Jekaterinodar einnehmen. Am 31. März starb Kornilow durch einen Granatenanschlag auf sein Hauptquartier. General Denikin beorderte die ausgezehrte Armee nach Rostow zurück und befahl Anfang Juni 1918 den zweiten Feldzug (9./10. Juni) gegen Jekaterinodar. Dort befanden sich bolschewistische Truppen in zehnfacher Übermacht. Trotzdem errang am 3. August Denikins Armee einen Sieg. Zusätzliche Militärexpeditionen in das Umland dauerten weitere fünf Monate an.

### Politisch-militärische Hintergründe
Der Denikinschen Freiwilligen-Armee gelang es nicht, das Vertrauen der Bevölkerung und lokalen Kosaken dauerhaft zu erhalten. Mit ihrem siegreichen Vorgehen kamen auch die ehemaligen Grundbesitzer zurück und unternahmen unzählige Strafaktionen unter der Landbevölkerung. Es herrschte Willkür, Raub und Chaos. Die demokratisch-revolutionären Auffassungen der Kosaken standen den monarchistisch geprägten Ansichten unter den weißgardistischen Offizieren entgegen. Die Situation im Kuban-Distrikt konnte nicht gegensätzlicher sein.
General Denikin verlegte sein Hauptquartier nach Jekaterinodar und eroberte in den Nachbargebieten vom Kuban-Distrikt unter Mitwirkung von General Wrangel am 20. Januar 1919 Mineralnyje Wody, am 8. Februar Wladikawkas und Grosny.

### Zusammenbruch Südrusslands
Das Kriegsende hatte die politischen Rahmenbedingungen für Südrussland und den Nordkaukasus verändert. Ein Kampf gegen die bis in die Ukraine vorgedrungenen Deutschen kam nicht mehr in Frage. Die Entente-Mächte waren unentschlossen, ob sie die Bolschewiken weiter bekämpfen sollten. Auf diese Kräfte fielen nun alle Hoffnungen der Demokraten und russischen Monarchisten. 1919 versuchten Kräfte im Umfeld von Denikin, die von ihm installierte Militärverwaltung für ganz Südrussland in eine zivile Regierung umzuwandeln. Dieser Versuch scheiterte an dem Willen Denikins. Er ließ sich überzeugen, Abteilungen zu bilden und die Verwaltungsgeschäfte einem Offizier zu übertragen (General Abram Dragomirow, später General Alexander S. Lukomski). In der Praxis wirkte aber die Befehlsstruktur der Freiwilligen-Armee. Massive Plünderungen durch die Soldaten und misslungene Verständigungsversuche mit den Befehlshabern der Kosakenheere vom Don, Kuban und Terek verschlechterten das Ansehen von Denikin seit 1919 erheblich.

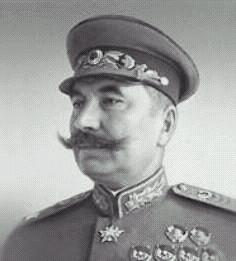
Semjon Michailowitsch Budjonny (Foto 1943)

Nach Verlust weiter Teile von Südrussland traf sich Denikin am 16. Januar 1920 in Jekaterinodar mit den wichtigsten Kosakenvertretern. Dort vereinbarte man die Bildung einer demokratischen Regierung unter maßgeblichen Einfluss der Kosaken im Nordkaukasus. Die Verhandlungen endeten am 5. Februar mit der Ernennung des Don-Kosaken Nikolai M. Melnikow zum Ministerpräsidenten der Südrussischen Parlamentarischen Regierung. Dieser war nur eine kurze Zeit vergönnt. Berittene Kräfte der Roten Armee unter Semjon M. Budjonny vertrieben die Kosaken. Jekaterinodar musste am 4. März 1920 fluchtartig geräumt werden. Die südrussischen Kräfte sammelten sich vom 25. bis 27. März im Hafen Noworossijsk. Für die Kosaken waren nicht genügend Schiffe vorhanden, um sie zum Stützpunkt Feodossija (Krim) zu bringen. Unter diesem niederschmetternden Eindruck gab Denikin sein Oberkommando in Feodossija an seinen Konkurrenten General Wrangel ab (4. April). Der Zusammenbruch von Wrangels Operationen kam Anfang November. Flüchtende Truppen verließen mit 126 Schiffen die Krim, darunter etwa 15.000 Kuban-Kosaken, die auf die griechische Insel Lemnos gebracht und später in kleineren Gruppen in Europa weiter verteilt wurden. Auf diese Weise endete der weißgardistische Einfluss im Kuban-Distrikt.

### Früher sowjetischer und regionaler Einfluss
Unter Sowjeteinfluss bildete sich 1920 die Kuban-Republik. In den von den Bolschewiken eingenommenen Gebieten des Kuban-Distriktes machten sich wie in vielen anderen russischen Gebieten sogenannte "grüne Banden" breit. Die Tscheka von Jekaterinodar bezifferte sie 1921 im Kuban-Distrikt auf ca. 50.000 Personen. Die neu eingesetzten sowjetrussischen Funktionäre wurden von diesen irregulären Truppen rücksichtslos umgebracht. Ende 1921 verringerten sich diese Aktivitäten, und die Landbevölkerung begann, politisch aktiv zu handeln. Diese Situation führte 1924 zu einem Wahlboykott.

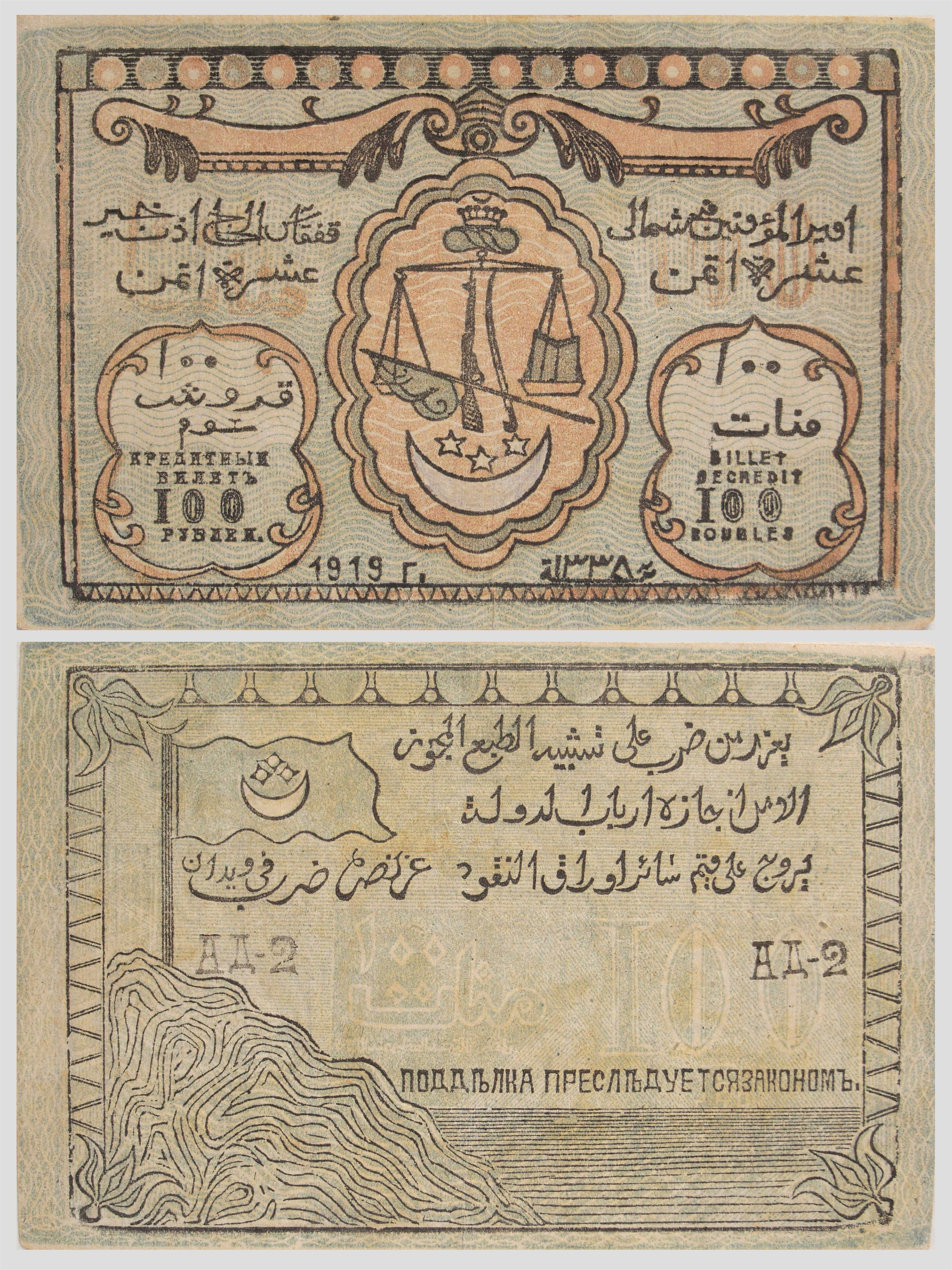
Banknote des Nordkaukasischen Emirats

Nach der Zerschlagung der Armee von General Denikin im Russischen Bürgerkrieg entstand unter Führung des Imam Usun-Khadzhi (Imam Hadshi) zusammen mit der Terek-Republik kurzzeitig (1919–1920) ein Staat der moslemischen Kaukasusbevölkerung, das Nordkaukasische Emirat.